# Aloe rigens
Aloe rigens é uma espécie de liliopsida do gênero Aloe, pertencente à família Asphodelaceae.